# 18e étape du Tour d'Espagne 2004
Pour un article plus général, voir Tour d'Espagne 2004.
La 18e étape du Tour d'Espagne 2004 a eu lieu le 23 septembre 2004 entre la ville de Béjar et celle de Ávila sur une distance de 196 km. Elle a été remportée par l'Espagnol Javier Pascual Rodríguez (Comunidad Valenciana-Kelme) devant le Colombien Iván Parra (Cafés Baqué) et Joan Horrach (Illes Balears-Banesto). Roberto Heras (Liberty Seguros) conserve le maillot de leader à l'issue de l'étape.

## Classement de l'étape
| \| Classement de l'étape \| Classement de l'étape \| Classement de l'étape \| Classement de l'étape \| Classement de l'étape \| \| Coureur \| Coureur \| Pays \| Équipe \| Temps \| \| --------------------- \| ------------------------ \| --------------------- \| ---------------------------------- \| --------------------- \| \| 1er \| Javier Pascual Rodríguez \| Espagne \| Comunidad Valenciana-Kelme \| 5 h 02 min 59 s \| \| 2e \| Iván Parra \| Colombie \| Cafés Baqué \| + 0 s \| \| 3e \| Joan Horrach \| Espagne \| Illes Balears-Banesto \| + 19 s \| \| 4e \| Hernán Buenahora \| Colombie \| Cafés Baqué \| + 19 s \| \| 5e \| Patrick Calcagni \| Suisse \| Vini Caldirola-Nobili Rubinetterie \| + 24 s \| \| 6e \| Cédric Vasseur \| France \| Cofidis-Le Crédit par Téléphone \| + 35 s \| \| 7e \| Bram Tankink \| Pays-Bas \| Quick Step-Davitamon \| + 37 s \| \| 8e \| Alejandro Valverde \| Espagne \| Comunidad Valenciana-Kelme \| + 1 min 24 s \| \| 9e \| Francisco Mancebo \| Espagne \| Illes Balears-Banesto \| + 1 min 24 s \| \| 10e \| Stefano Garzelli \| Italie \| Vini Caldirola-Nobili Rubinetterie \| + 1 min 24 s \| |                          |          |                                    |                 |
| |                          |          |                                    |                 |
| |                          |          |                                    |                 |
| Classement de l'étape |                          |          |                                    |                 |
| Coureur | Coureur                  | Pays     | Équipe                             | Temps           |
| 1er | Javier Pascual Rodríguez | Espagne  | Comunidad Valenciana-Kelme         | 5 h 02 min 59 s |
| 2e | Iván Parra               | Colombie | Cafés Baqué                        | + 0 s           |
| 3e | Joan Horrach             | Espagne  | Illes Balears-Banesto              | + 19 s          |
| 4e | Hernán Buenahora         | Colombie | Cafés Baqué                        | + 19 s          |
| 5e | Patrick Calcagni         | Suisse   | Vini Caldirola-Nobili Rubinetterie | + 24 s          |
| 6e | Cédric Vasseur           | France   | Cofidis-Le Crédit par Téléphone    | + 35 s          |
| 7e | Bram Tankink             | Pays-Bas | Quick Step-Davitamon               | + 37 s          |
| 8e | Alejandro Valverde       | Espagne  | Comunidad Valenciana-Kelme         | + 1 min 24 s    |
| 9e | Francisco Mancebo        | Espagne  | Illes Balears-Banesto              | + 1 min 24 s    |
| 10e | Stefano Garzelli         | Italie   | Vini Caldirola-Nobili Rubinetterie | + 1 min 24 s    |

## Classement général
| \| Classement général \| Classement général \| Classement général \| Classement général \| Classement général \| \| Coureur \| Coureur \| Pays \| Équipe \| Temps \| \| ------------------ \| -------------------------- \| ------------------ \| ------------------------------- \| ------------------ \| \| 1er \| Roberto Heras \| Espagne \| Liberty Seguros \| 76 h 53 min 04 s \| \| 2e \| Santiago Pérez \| Espagne \| Phonak Hearing Systems \| + 1 min 13 s \| \| 3e \| Alejandro Valverde \| Espagne \| Comunidad Valenciana-Kelme \| + 2 min 15 s \| \| 4e \| Francisco Mancebo \| Espagne \| Illes Balears-Banesto \| + 2 min 16 s \| \| 5e \| Isidro Nozal \| Espagne \| Liberty Seguros \| + 6 min 08 s \| \| 6e \| Carlos Sastre \| Espagne \| CSC \| + 7 min 56 s \| \| 7e \| José Ángel Gómez Marchante \| Espagne \| Costa de Almería-Paternina \| + 10 min 21 s \| \| 8e \| Carlos García Quesada \| Espagne \| Comunidad Valenciana-Kelme \| + 11 min 18 s \| \| 9e \| Luis Pérez Rodríguez \| Espagne \| Cofidis-Le Crédit par Téléphone \| + 12 min 25 s \| \| 10e \| Manuel Beltrán \| Espagne \| US Postal Service-Berry Floor \| + 12 min 56 s \| |                            |         |                                 |                  |
| |                            |         |                                 |                  |
| |                            |         |                                 |                  |
| Classement général |                            |         |                                 |                  |
| Coureur | Coureur                    | Pays    | Équipe                          | Temps            |
| 1er | Roberto Heras              | Espagne | Liberty Seguros                 | 76 h 53 min 04 s |
| 2e | Santiago Pérez             | Espagne | Phonak Hearing Systems          | + 1 min 13 s     |
| 3e | Alejandro Valverde         | Espagne | Comunidad Valenciana-Kelme      | + 2 min 15 s     |
| 4e | Francisco Mancebo          | Espagne | Illes Balears-Banesto           | + 2 min 16 s     |
| 5e | Isidro Nozal               | Espagne | Liberty Seguros                 | + 6 min 08 s     |
| 6e | Carlos Sastre              | Espagne | CSC                             | + 7 min 56 s     |
| 7e | José Ángel Gómez Marchante | Espagne | Costa de Almería-Paternina      | + 10 min 21 s    |
| 8e | Carlos García Quesada      | Espagne | Comunidad Valenciana-Kelme      | + 11 min 18 s    |
| 9e | Luis Pérez Rodríguez       | Espagne | Cofidis-Le Crédit par Téléphone | + 12 min 25 s    |
| 10e | Manuel Beltrán             | Espagne | US Postal Service-Berry Floor   | + 12 min 56 s    |

## Classements annexes
| Classement par points | Classement par points | Classement par points | Classement par points      | Classement par points |
| Coureur               | Coureur               | Pays                  | Équipe                     | Points                |
| --------------------- | --------------------- | --------------------- | -------------------------- | --------------------- |
| 1er                   | Erik Zabel            | Allemagne             | T-Mobile                   | 152 pts               |
| 2e                    | Alejandro Valverde    | Espagne               | Comunidad Valenciana-Kelme | 136 pts               |
| 3e                    | Roberto Heras         | Espagne               | Liberty Seguros            | 118 pts               |
| 4e                    | Francisco Mancebo     | Espagne               | Illes Balears-Banesto      | 106 pts               |
| 5e                    | Santiago Pérez        | Espagne               | Phonak Hearing Systems     | 96 pts                |

| Classement par points | Classement par points | Classement par points | Classement par points      | Classement par points |
| Coureur               | Coureur               | Pays                  | Équipe                     | Points                |
| --------------------- | --------------------- | --------------------- | -------------------------- | --------------------- |
| 1er                   | Erik Zabel            | Allemagne             | T-Mobile                   | 152 pts               |
| 2e                    | Alejandro Valverde    | Espagne               | Comunidad Valenciana-Kelme | 136 pts               |
| 3e                    | Roberto Heras         | Espagne               | Liberty Seguros            | 118 pts               |
| 4e                    | Francisco Mancebo     | Espagne               | Illes Balears-Banesto      | 106 pts               |
| 5e                    | Santiago Pérez        | Espagne               | Phonak Hearing Systems     | 96 pts                |

| Classement de la montagne | Classement de la montagne | Classement de la montagne | Classement de la montagne  | Classement de la montagne |
| Coureur                   | Coureur                   | Pays                      | Équipe                     | Points                    |
| ------------------------- | ------------------------- | ------------------------- | -------------------------- | ------------------------- |
| 1er                       | Félix Cárdenas            | Colombie                  | Cafés Baqué                | 132 pts                   |
| 2e                        | Roberto Heras             | Espagne                   | Liberty Seguros            | 107 pts                   |
| 3e                        | Santiago Pérez            | Espagne                   | Phonak Hearing Systems     | 102 pts                   |
| 4e                        | Francisco Mancebo         | Espagne                   | Illes Balears-Banesto      | 90 pts                    |
| 5e                        | Alejandro Valverde        | Espagne                   | Comunidad Valenciana-Kelme | 67 pts                    |

| Classement de la montagne | Classement de la montagne | Classement de la montagne | Classement de la montagne  | Classement de la montagne |
| Coureur                   | Coureur                   | Pays                      | Équipe                     | Points                    |
| ------------------------- | ------------------------- | ------------------------- | -------------------------- | ------------------------- |
| 1er                       | Félix Cárdenas            | Colombie                  | Cafés Baqué                | 132 pts                   |
| 2e                        | Roberto Heras             | Espagne                   | Liberty Seguros            | 107 pts                   |
| 3e                        | Santiago Pérez            | Espagne                   | Phonak Hearing Systems     | 102 pts                   |
| 4e                        | Francisco Mancebo         | Espagne                   | Illes Balears-Banesto      | 90 pts                    |
| 5e                        | Alejandro Valverde        | Espagne                   | Comunidad Valenciana-Kelme | 67 pts                    |

| Classement du combiné | Classement du combiné | Classement du combiné | Classement du combiné      | Classement du combiné |
| Coureur               | Coureur               | Pays                  | Équipe                     | Points                |
| --------------------- | --------------------- | --------------------- | -------------------------- | --------------------- |
| 1er                   | Roberto Heras         | Espagne               | Liberty Seguros            | 6 pts                 |
| 2e                    | Santiago Pérez        | Espagne               | Phonak Hearing Systems     | 10 pts                |
| 3e                    | Alejandro Valverde    | Espagne               | Comunidad Valenciana-Kelme | 10 pts                |
| 4e                    | Francisco Mancebo     | Espagne               | Illes Balears-Banesto      | 12 pts                |
| 5e                    | Isidro Nozal          | Espagne               | Liberty Seguros            | 21 pts                |

| Classement du combiné | Classement du combiné | Classement du combiné | Classement du combiné      | Classement du combiné |
| Coureur               | Coureur               | Pays                  | Équipe                     | Points                |
| --------------------- | --------------------- | --------------------- | -------------------------- | --------------------- |
| 1er                   | Roberto Heras         | Espagne               | Liberty Seguros            | 6 pts                 |
| 2e                    | Santiago Pérez        | Espagne               | Phonak Hearing Systems     | 10 pts                |
| 3e                    | Alejandro Valverde    | Espagne               | Comunidad Valenciana-Kelme | 10 pts                |
| 4e                    | Francisco Mancebo     | Espagne               | Illes Balears-Banesto      | 12 pts                |
| 5e                    | Isidro Nozal          | Espagne               | Liberty Seguros            | 21 pts                |

| Classement par équipes | Classement par équipes     | Classement par équipes | Classement par équipes |
| Équipe                 | Équipe                     | Pays                   | Temps                  |
| ---------------------- | -------------------------- | ---------------------- | ---------------------- |
| 1re                    | Comunidad Valenciana-Kelme | Espagne                | 205 h 45 min 20 s      |
| 2e                     | Liberty Seguros            | Espagne                | + 18 min 09 s          |
| 3e                     | Illes Balears-Banesto      | Espagne                | + 25 min 05 s          |
| 4e                     | Costa de Almería-Paternina | Espagne                | + 36 min 18 s          |
| 5e                     | Phonak Hearing Systems     | Suisse                 | + 45 min 45 s          |

| Classement par équipes | Classement par équipes     | Classement par équipes | Classement par équipes |
| Équipe                 | Équipe                     | Pays                   | Temps                  |
| ---------------------- | -------------------------- | ---------------------- | ---------------------- |
| 1re                    | Comunidad Valenciana-Kelme | Espagne                | 205 h 45 min 20 s      |
| 2e                     | Liberty Seguros            | Espagne                | + 18 min 09 s          |
| 3e                     | Illes Balears-Banesto      | Espagne                | + 25 min 05 s          |
| 4e                     | Costa de Almería-Paternina | Espagne                | + 36 min 18 s          |
| 5e                     | Phonak Hearing Systems     | Suisse                 | + 45 min 45 s          |